# Callophoca
Callophoca — вимерлий рід тюленів з пізнього міоцену — раннього пліоцену в Бельгії та на Східному узбережжі США. Тип і єдиний вид Callophoca — C. obscura.